# Secret Garden (Fernsehserie)
Secret Garden (시크릿 가든) ist eine südkoreanische Fernsehserie mit Ha Ji-won, Hyun Bin, Yoon Sang-hyun, Kim Sa-rang, Lee Jong-suk und Yoo In-na. Sie wurde vom 13. November 2010 bis 16. Januar 2011 auf SBS ausgestrahlt.

## Handlung
Das Drama erzählt die Geschichte von Gil Ra-im, einer armen Stuntfrau und Vollwaise, und Kim Joo Won, einem arroganten CEO aus reichem Hause. Ihre zufällige Begegnung – als Joo Won Ra Im irrtümlich für eine Schauspielerin hält – markiert den Beginn einer wechselhaft-spannungsvollen Beziehung, in der Joo Won (vergeblich) versucht, eine wachsende Anziehung durch Ra Im zu verbergen, die ihn sowohl verwirrt als auch stört. Um die von etlichen Seitensträngen begleitete Handlung weiter zu verkomplizieren, kommt es zu einem (wiederholten!) Körpertausch der Hauptfiguren, der den beiden Darstellern Gelegenheit gibt, in nachgerade aberwitzigen Situationen schauspielerisch zu brillieren.

## Besetzung
- Hyun Bin – Kim Joo Won
- Ha Ji-won – Gil Ra Im
- Yoon Sang-hyun – Choi Woo Young / Oska
- Kim Sa-rang – Yoon Seul
- Lee Jong-suk – Han Tae Sun
- Yoo In-na – Im Ah Young
- Lee Philip – Direktor Im Jong Soo
- Kim Ji Sook – Moon Yeon Hong
- Park Joon Geum – Moon Boon Hong
- Kim Sung-oh (김성오) – Sekretär Kim

### Erweiterte Besetzung
- Choi Yoon So – Kim Hee Won
- Kim Sung Kyum – Mond Chang Soo
- Lee Byung Joon – Park Bong Ho
- Sung Byung Sook – Park Bong Hee
- Yoon Gi Won – Choi Dong Kyu
- Yoo Seo Jin – Lee Ji Hyun
- Kim Gun – Yoo Jong Heon
- Baek Seung Hee – Park Chae Rin
- Kim Dong Gyoon – Direktor
- Kim Mi Kyung – Gästehaus ahjumma
- Kim Sung Hoon
- Kang Chan Yang (강 찬양)
- Jang Seo Won (장서 원)
- Lee Joon-hyuk – sich selbst (cameo, ep 8)
- Baek Ji-young – sie selbst (cameo, ep 13)
- Son Ye-jin – sie selbst (cameo, ep 20)
- Song Yoon Ah – sie selbst (Cameo)
- Beige (베이지) (Cameo)